# Jean-Nathanaël Karakash
Jean-Nathanaël Karakash, né le 17 mai 1979, est une personnalité politique suisse, membre du parti socialiste suisse.

## Biographie

### Jeunesse et formation
Jean-Nathanaël Karakash est fils d'un pasteur grec de Turquie émigré en Suisse. Il est ingénieur EPFL en informatique.

### Carrière politique
En 1998, Jean-Nathanaël Karakash, alors gymnasien, s'engage pour le maintien de l'école de Couvet. Il adhère au Parti socialiste en 2000. La même année, il se présente pour l'élection du conseil général de la commune de Môtiers et promeut la fusion des communes du Val-de-Travers. Il est élu et termine en deuxième position sur la liste socialiste.
Une année plus tard, il se présente aux élections cantonales. Il se prononce pendant la campagne pour une baisse des impôts destinée uniquement aux personnes les plus défavorisées et voit la promotion de l'innovation et la réduction de la fracture sociale comme les principaux défis du canton de Neuchâtel. Il est élu député au Grand Conseil le 8 avril 2001, terminant deuxième de la liste socialiste. Il y siège jusqu'en 2007,. Il prend la présidence du parti socialiste neuchâtelois en juin 2002, succédant à Gisèle Ory. Il occupe ce poste jusqu'à janvier 2006,. En automne 2002, il fait partie du comité cantonal combattant la révision de l'assurance-chômage. En tant que président du parti socialiste neuchâtelois, il soutient durant le même automne la candidature malheureuse de Jean Studer au Conseil fédéral pour la succession de Ruth Dreifuss.
Au printemps 2013, il fait partie du comité cantonal soutenant l'initiative populaire fédérale « La santé à un prix abordable ».
En 2006, il devient conseiller communal de Fleurier, une commune où il siégeait jusque-là au Conseil général. En 2007, il est nommé conseiller stratégique du conseiller d'État Bernard Soguel, chargé du Département de l'économie. En 2008, à la suite de la fusion de Fleurier avec d'autres communes et la création de la nouvelle commune de Val-de-Travers, il quitte son poste de conseiller stratégique et devient conseiller communal à Val-de-Travers. Il reste à ce poste jusqu'en 2013.
Le 19 mai 2013, il est élu au Conseil d'État du canton de Neuchâtel. C'est à la tête du département de l'économie et de l'action sociale qu'il exerce sa fonction. Il préside le Conseil d'État de mi 2016 à mi 2017. Après deux législatures au sein du gouvernement cantonal, il décide de mettre un terme à son mandat en 2021.

### Famille
Jean-Nathanaël Karakash est marié et père de deux enfants.

## Sources
- Serge Jubin, « Le choc des extrêmes », Le Temps,‎ 22 avril 2013 (lire en ligne)
- « Les portraits des 15 candidats au Conseil d’État : Jean-Nat Karakash (PS) », sur rtn.ch (consulté le 21 avril 2013)
- « Portraits des conseillers communaux », sur val-de-travers.ch (consulté le 21 avril 2013)
- « Les socialistes et Yvan Perrin dominent le premier tour à Neuchâtel », sur rts.ch (consulté le 29 avril 2013)